# Quasicooronga
Quasicooronga este un gen de muște din familia Tephritidae.

Cladograma conform Catalogue of Life:
| Quasicooronga | \| \| Quasicooronga connecta \| \| \| \| \| \| Quasicooronga disconnecta \| \| \| \| |
|               | \| \| Quasicooronga connecta \| \| \| \| \| \| Quasicooronga disconnecta \| \| \| \| |
|               | Quasicooronga connecta                                                               |
|               |                                                                                      |
|               | Quasicooronga disconnecta                                                            |
|               |                                                                                      |